# Liste der Monuments historiques in Hémonstoir
Die Liste der Monuments historiques in Hémonstoir führt die Monuments historiques in der französischen Gemeinde Hémonstoir auf.

## Liste der Bauwerke
| Bezeichnung | Beschreibung    | Standort                     | Kennzeichnung | Schutzstatus | Datum | Bild           |
| ----------- | --------------- | ---------------------------- | ------------- | ------------ | ----- | -------------- |
| Kreuz       | 17. Jahrhundert | Venelle du Grand-Téno (Lage) | PA00089197    | Inscrit      | 1926  | weitere Bilder |
| Kreuz       | 18. Jahrhundert | (Lage)                       | PA00089196    | Inscrit      | 1926  | weitere Bilder |

## Liste der Objekte
- Monuments historiques (Objekte) in Hémonstoir in der Base Palissy des französischen Kultusministeriums